# ニップン
株式会社ニップン（英: NIPPN CORPORATION）は、製粉業、食品業を営む会社。製粉分野では日清製粉に次いで日本国内シェア2位。1873年4月に官営札幌製粉所として創業した日本初の製粉会社であり、欧米式機械を利用した日本初の製粉会社でもある。2020年までの社名は日本製粉株式会社（にっぽんせいふん、英: NIPPON FLOUR MILLS CO., LTD.）。「ニップン」「オーマイ」「REGALO（レガーロ）」ブランドで知られる。

## 概要
製粉業界最古参。第一次大戦後の不況による経営不振のおり三井物産の支援を受けたことから、三井グループの製粉会社となった。創業以来、小麦粉・ふすま・そば粉等の業務用製粉事業を行っている。家庭用小麦粉・プレミックス粉（ホットケーキ用ミックス等）・パスタ・冷凍食品の食料品事業も大きな柱となっており、2012年（平成24年）現在では業務用製粉事業の売上高を上回る。その他、グループでペットフード、健康食品、食品関連の機械装置の製造、ミスタードーナツなどの外食事業も行っている。
2013年3月期の連結売上高の構成は製粉事業35.4%、食品事業54.4%、その他10.1%。
1982年から2017年までの間、イタリアの有名パスタブランド『バリラ（Barilla）』のライセンス契約を保有し、日本国内での独占販売を行っていた 。
食料品事業の強化が進んでいく中で、「製粉」の名がつく社名では事業内容を十分に表現できなくなったことから、2021年1月に設立以来初の商号変更が行われ、1996年からコミュニケーションネームとして用いていたニップンが正式社名となった。

## 沿革

### 前史（1873年 - 1896年)
- 1873年（明治6年）4月 - 北海道で官営札幌製粉所を設立。後にニップンと合併[1]。
- 1879年（明治12年） - 実業家の雨宮敬次郎がアメリカ製石臼製粉器を導入して[7]、東京府南葛飾郡八右衛門新田（現在の江東区扇橋）で製粉会社を起業[注釈 4]。社名は泰靖社。水車製粉全盛の時代のなか、民間人として日本初の機械製粉事業であった[9]。
- 1886年（明治19年） - 大蔵省の製粉場[注釈 5]を譲り受け、泰靖社と合わせて有限責任日本製粉会社を築地南小田原町（現・中央区築地6-7丁目）に設立[8]。
- 1887年（明治20年） - 工場操業認可される[8]。軍納で業績を上げる[7]。
- 1888年（明治21年） - 本社・工場を八右衛門新田の旧工場に移転[9]。
- 1889年（明治22年） - 経営を志摩万次郎[注釈 6]へ譲渡[8]。
- 1892年（明治25年） - 軍納品の競争入札制度開始により業績不振となり[9]、経営を第四十国立銀行頭取の南条新六郎と弁護士の境豊吉へ譲渡[8]。
- 1893年（明治26年） - 有限責任日本製粉会社解散し、南条、境らで東京製粉合資会社創立[8]。日清戦争特需で業績急成長する[9]。

### 日本製粉（1896年 - 2020年)
- 1896年（明治29年）

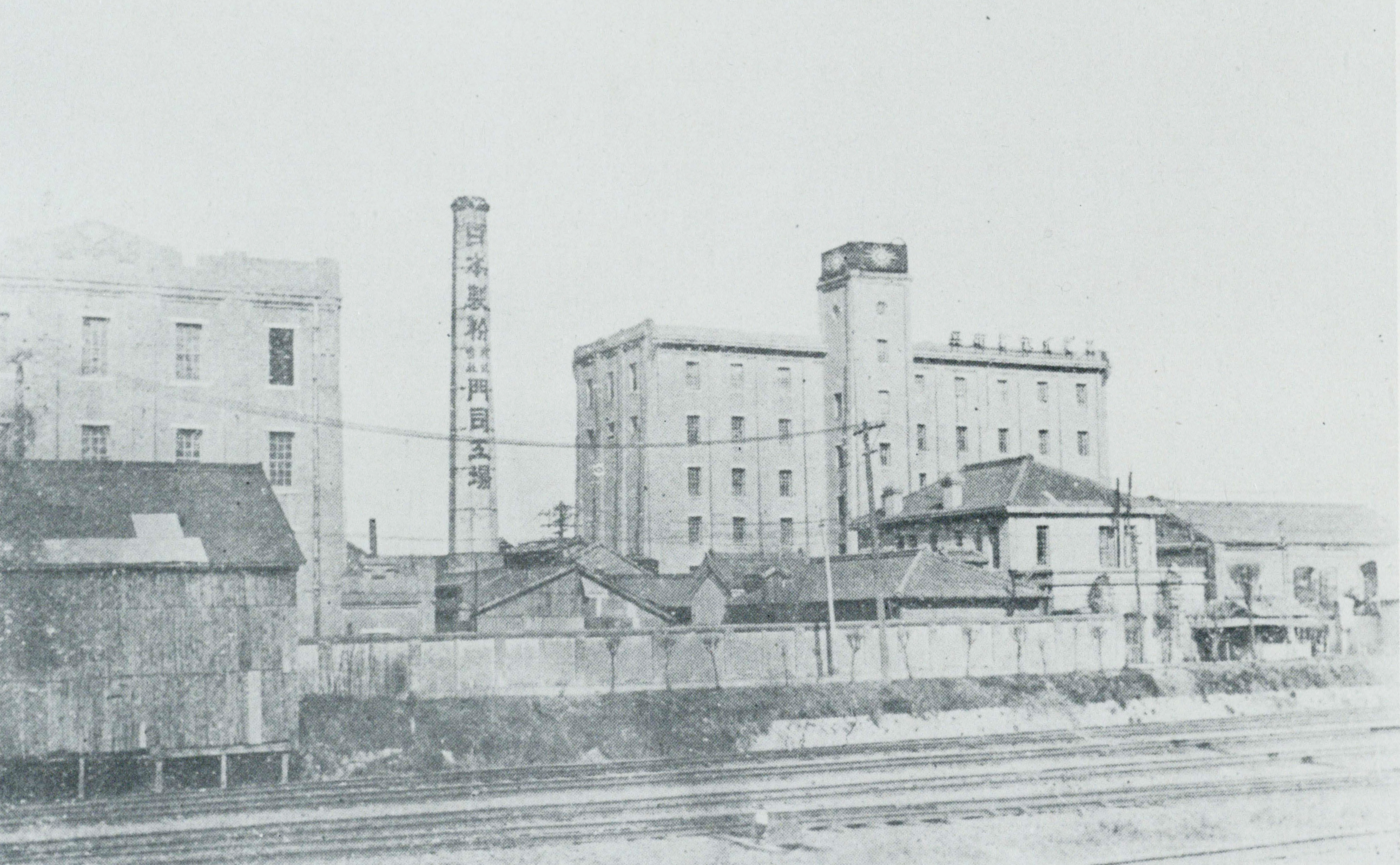
日本製粉時代の工場（1931年撮影）

  - 9月26日 - 日本製粉株式会社設立総会[11]。
  - 12月31日 - 東京製粉合資会社の資産を継承し、日本製粉株式会社を開業[11]。
  - アメリカからロール製粉機を輸入し、深川東扇橋町に新工場を開設して大量生産を開始[注釈 7]。
- 1907年（明治40年）- 明治製粉株式会社を合併。日露戦争特需で乱立した新設の製粉会社が供給過剰で業績不振となり、以降、日本製粉との合併が相次いだ[9]。
- 1909年（明治42年）- 帝国製粉株式会社を合併。
- 1920年（大正9年）- 東洋製粉株式会社、大里製粉所、札幌製粉株式会社、東北製粉株式会社を合併。
- 1923年（大正12年）4月 - 創業50周年。
- 1925年（大正14年）- 東亜製粉株式会社を合併。
- 1926年（大正15年）10月 - 鈴木商店の主導により日清製粉と合併仮契約が締結されたが土壇場で破談となる[11][12]。
- 1927年（昭和2年）
  - 3月14日 - 片岡蔵相の東京渡辺銀行破綻失言を引き金に昭和金融恐慌が始まり、4月の鈴木商店破綻につながる[11]。
  - 5月14日 - 三井物産と販売契約締結、鈴木商店との関係解消[11]。
- 1949年（昭和24年）5月11日 - 東京証券取引所第1部、大阪証券取引所第1部上場、名古屋証券取引所上場[11]。
- 1955年（昭和30年）- 子会社の日粉食糧が、小麦粉で作ったオーマイライス（人造米）を発売[注釈 8]。
- 1957年（昭和32年）-『オーマイロングスパゲッチ』を発売。
- 1960年（昭和35年）3月 - 大阪製粉株式会社を合併。
- 1966年（昭和41年）7月 - 城北工業株式会社を合併。
- 1973年（昭和48年）4月 - 創業100周年。
- 1982年（昭和57年） - イタリア・バリラ社とライセンス契約、『バリラ』ブランドを独占販売開始。
- 1990年（平成2年）10月 - オーマイ株式会社を合併。
- 1995年（平成7年） - 阪神・淡路大震災により神戸工場が被災し閉鎖。
- 1996年（平成8年） - コミュニケーションネームを『NIPPN（ニップン）』とし、コーポレートロゴを導入。
- 1998年（平成10年）- 新規設立したオーマイ株式会社にパスタ製造部門を分割。
- 2003年（平成15年）- オーケー食品工業株式会社の株式を取得し、子会社化。
- 2013年（平成25年）9月 - 株式会社ナガノトマトの株式を取得。
- 2014年（平成26年）8月 - 東福製粉株式会社の株式を公開買付けにより取得。
- 2016年（平成28年）8月 - 本社を千代田区麹町4丁目の新本社ビルに移転[注釈 9]。
- 2017年（平成29年）4月 - 『バリラ』のライセンス契約が三菱食品へ移動する[4]。
- 2019年（令和元年）9月 - コーポレートブランドロゴを改定。"i"の上の赤の楕円を引き継ぎつつ、黒の大文字表記から丸みを帯びたオレンジ色の小文字表記（『nippn』）に改められ、スローガンとして、『いつも食卓に、ニップン』(日本語表記)/『Enjoy every meal.』(英語表記)が制定された[15]。

### ニップン（2021年 - )
- 2021年（令和3年）
  - 1月1日 - 株式会社ニップンに商号変更[5][6]。
  - 4月1日 - 東福製粉を吸収合併し[16]、子会社のニップン冷食株式会社から生産拠点2ヶ所（竜ヶ崎・伊勢崎）を譲受[17]。これらにより、福岡那の津工場、竜ヶ崎冷食工場、伊勢崎工場となる。
  - 7月7日 - 同社および国内グループ会社の基幹システムがサイバー攻撃を受け、基幹システムサーバやファイルサーバ等の内部に格納されたファイルが暗号化される被害を受ける[18]。
- 2022年（令和4年）7月25日 - オーケー食品工業を、簡易株式交換により完全子会社化[19]。
- 2023年（令和5年）4月 - 創業150周年。

## 歴代社長
日本製粉社長
- 南条新六郎：1896年 - 1912年

日本製粉専務取締役
- 前山久吉：1912年 - 1919年

日本製粉専務取締役社長
- 岩崎清七：1919年 - 1927年
- 窪田駒吉：1927年 - 1928年

日本製粉専務
- 中村藤一：1928年 - 1940年
- 神戸俊次郎：1940年 - 1944年

日本製粉社長
- 神戸俊次郎：1945年 - 1946年
- 小室健夫：1946年 - 1947年
- 中島義治：1947年 - 1948年
- 赤木栄：1948年 - 1960年
- 長谷川和二彦：1960年 - 1966年
- 棚井忠雄：1966年 - 1970年
- 伴素彦：1970年 - 1974年
- 山口末吉：1974年 - 1979年
- 八尋敏行：1979年 - 1985年
- 香木正雄：1985年 - 1989年
- 長谷川不二雄：1989年 - 1993年
- 沢田浩：1993年 - 2002年
- 堀川征孝：2002年 - 2006年
- 青崎済：2006年 - 2009年
- 沢田浩：2009年 - 2012年
- 小寺春樹：2012年 - 2016年
- 近藤雅之：2016年 - 2020年
- 前鶴俊哉：2020年 - 2021年

ニップン社長
- 前鶴俊哉：2021年 -

## 工場

### 現在の主な工場

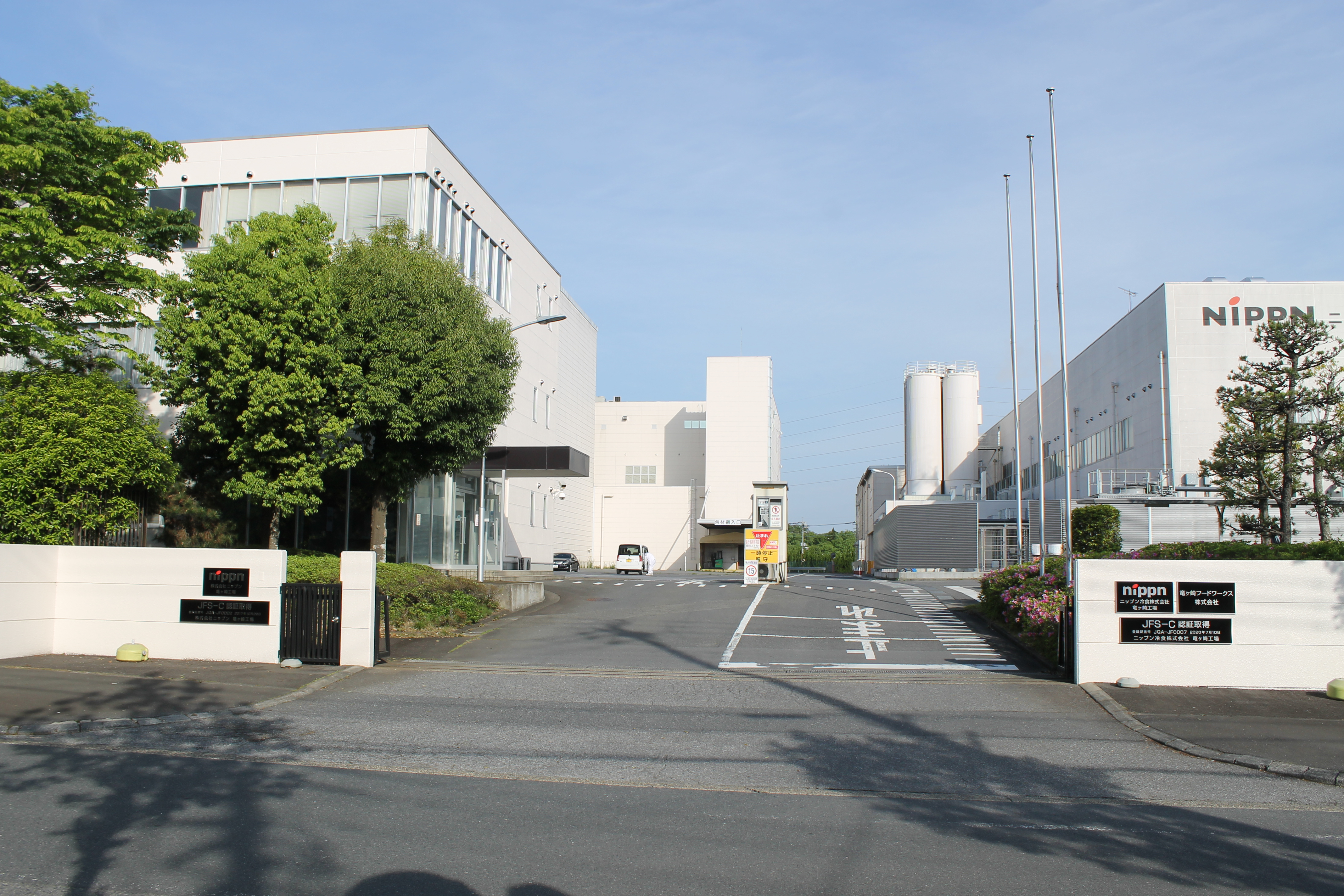
竜ヶ崎工場

- 横浜工場（神奈川県横浜市神奈川区千若町2-1）
- 千葉工場（千葉県千葉市美浜区新港229-4）
- 伊勢崎工場（群馬県伊勢崎市国領町217-1）
- 竜ヶ崎工場・竜ヶ崎冷食工場（茨城県龍ケ崎市向陽台1-7）
- 名古屋工場（愛知県名古屋市港区入船1-1-34） - 知多市の新工場建設と神戸甲南工場の増強による移管に伴い閉鎖予定[20]
- 大阪工場（大阪府大阪市大正区平尾1-4-29） - 知多市の新工場建設と神戸甲南工場の増強による移管に伴い閉鎖予定[20]
- 神戸甲南工場（兵庫県神戸市東灘区深江浜町41）
- 福岡工場（福岡県福岡市東区箱崎ふ頭6-11-5）
- 福岡那の津工場（福岡県福岡市中央区那の津4-9-20）
- 小樽工場（北海道小樽市高島1-1-3）
- オーマイ株式会社 厚木工場（神奈川県厚木市緑ケ丘5-1-2）
- オーマイ株式会社 加古川工場（兵庫県加古川市平岡町高畑830-1）

### 新設予定の工場
- 知多市新工場（愛知県知多市）- 2026年2月稼働予定[20]
- 出水市新工場（鹿児島県出水市）- 2026年末完成予定[21]。

### 閉鎖した工場
- 札幌工場（北海道札幌市）
- 小山工場（栃木県小山市駅東通り2-2-33）
- 高崎工場（群馬県高崎市下和田町4-1-16）
- 東京工場（東京都江東区）
- 神戸工場（兵庫県神戸市兵庫区明和通2-1-5） - 阪神・淡路大震災で被災し修復不可能と判断された。
- 松山工場（愛媛県松山市大可賀）
- 門司工場（福岡県北九州市門司区大里元町5-11）
- 久留米工場（福岡県久留米市荘島町）

## 主な関係会社

### 日本国内
- エヌピーエフジャパン：ペットフードの製造・販売（100%子会社）。
- オーケー食品工業：味付け油揚げ等の製造・販売（100%子会社）。
- オーマイ：パスタ及び各種麺類の製造・販売（100%子会社）。
- ジャックス：「パンの花」用材料販売。
- ジュンコ・フローラ・スクール：「パンの花」スクール事業。
- 末広興業：火災保険等の保険代理店。
- 鈴木：小麦粉・砂糖・調味料・酒類等の販売。
- ナガノトマト：トマト製品・なめ茸製品・調理製品・ジュース等の製造・販売（51%子会社）。
- ニップンインターナショナル：加工食品・酒類の販売および輸出入。
- ニップンエンジニアリング：プラント工事・機械・機器の設計・製作・販売（100%子会社）。
- ニップン商事：小麦粉・砂糖・飼料等の販売。
- ニップン商事コーポレーション：小麦粉・砂糖・油脂等の販売。
- ニップンスポーツ：スポーツ施設経営、スポーツ用品販売。
- ニップンドーナツ：飲食店の経営（100%子会社）。
  - ニップンドーナツ関西：飲食店の経営。
  - ニップンドーナツ九州：飲食店の経営。
  - 大和フーヅ：飲食店の経営（孫会社、ニップンドーナツの100%子会社）。
- ニップンビジネスシステム：情報処理業。
- ニップン不動産：不動産管理及び賃貸。
- ニップンライフイノベーション：健康食品の販売、自然化粧品の製造・販売。
- ニップンロジス：貨物運送業。
- 日本リッチ：冷凍食材の販売（100%子会社）。
- ファーストフーズ：弁当等中食関連製品の製造・販売。
  - ファーストフーズ名古屋：弁当等中食関連製品の製造・販売。
  - ファーストフーズ福島：弁当等中食関連製品の製造・販売。
- ファスマック：遺伝子組換え食品の検査、特定原材料含有検査。
- 福岡陽晃運輸：貨物運送業。
- 松屋製粉：そば粉の製造販売、小麦粉の販売（100%子会社）。
- 丸七商事：小麦粉・砂糖・雑穀等の販売。
- 瑞穂食品：上新粉の製造・販売。

### 海外現地法人
- アメリカ合衆国
  - NIPPN California Inc.（ニップンカルフォルニア）：業務用食材・加工食品の販売。
  - Pasta Montana, L.L.C（パスタ・モンタナ）：パスタ及び各種麺類の製造・販売。
- タイ
  - NIPPN (Thailand) Co.,Ltd.（ニップン(タイランド)）：プレミックス類等の製造・販売。
  - NIPPON FLOUR MILLS (THAILAND) LTD.（ニッポン・フラワー・ミルズ(タイランド)）：業務用食材・加工食品の販売。
- インドネシア
  - PT.NIPPN FOODS INDONESIA（ニップンフーズインドネシア）：食品等の販売。
- 中華人民共和国
  - 上海金山日粉食品有限公司：プレミックス類等の製造・販売。
  - 上海日粉食品有限公司：プレミックス類等の製造・販売。
  - 上海日粉総合貿易有限公司：業務用食材・加工食品の販売。

## 主な製品
- ニップン ハート（薄力小麦粉）
- ニップン たけ（中力小麦粉）
- ニップン イーグル（強力小麦粉）
- ニップン アマニ（亜麻仁油・ドレッシング・マヨネーズなど）
- ニップン ほめDELI（調味料）
- オーマイ（パスタ・パスタソース・冷凍食品）
- REGALO（レガーロ、パスタ・パスタソース・冷凍食品）
- ニップン いまどきごはん（冷凍食品）

なお、2019年9月のコーポレートブランドロゴ改定を機に、「オーマイ」から「ニップン」へブランド変更した製品があり、2020年春発売の新製品・リニューアル品からパッケージ正面に「nippn」ロゴの表記（「REGALO」は除く）が開始され、小麦粉の「ニップン ハート」（スティックタイプ・ミニパックを除く）、「ニップン たけ」、「ニップン イーグル」は2020年2月のリニューアルに合わせ、「nippn」ロゴに加え、「いつも食卓に、ニップン」の日本語表記のスローガンも表記されている。

## 外食事業
ニップンドーナツと大和フーヅがミスタードーナツ、築地銀だこ、モスバーガーの店舗を運営している。同時に日本製粉が両社に原料を供給している。日本製粉はミスタードーナツの国内最大級FCである。1980年代後半にはワタミフードサービスに出資していた時期があり、共同でお好み焼きを主力商品とした各種飲食店（宅配サービス、イートインスタンド）を展開していた。後に、株式公開に関する考え方などの事業戦略面での相違から関係を解消した。

## スポンサー提供

### 現在のスポンサー番組
- ヒルナンデス!（火・木曜12時台前半、日本テレビ系）
- ズームイン!!サタデー（日本テレビ系）
- DRAMATIC BASEBALL（BS日テレ）
- 旬感レシピ〜最高の贈り物〜（BS日テレ）- 2020年10月まではレガーロ名義
- たまむすび（13:35頃からのコーナー「ニュースたまむすB」）（TBSラジオ）
- 山形純菜 プレシャスサンデー（7:30頃からのコーナー「ニップン レガーロpresents プレシャスな贈り物」）（TBSラジオ）
- 13時の時報スポンサー（TBSラジオ）
- nippn ¡hon-yomokka!（TOKYO FM）

### 過去のスポンサー番組
- みごろ!たべごろ!笑いごろ!（テレビ朝日系）
- 徹子の部屋（テレビ朝日系）
- クイズタイムショック（テレビ朝日系） - オーマイ名義
- 三井奥さま劇場（TBS） - 三井物産食品グループの一社として
- JNN報道特集（TBS）
- 火曜サスペンス劇場（日本テレビ系）
- ピュア島の仲間たち（日本テレビ系）
- 1億人の大質問!?笑ってコラえて!（日本テレビ系）
- ZIP!（火・金曜、日本テレビ系）
- クイズ赤恥青恥（テレビ東京系）
- 大学ラグビー中継・社会人ラグビー中継（テレビ神奈川）